# 水平多関節ロボット

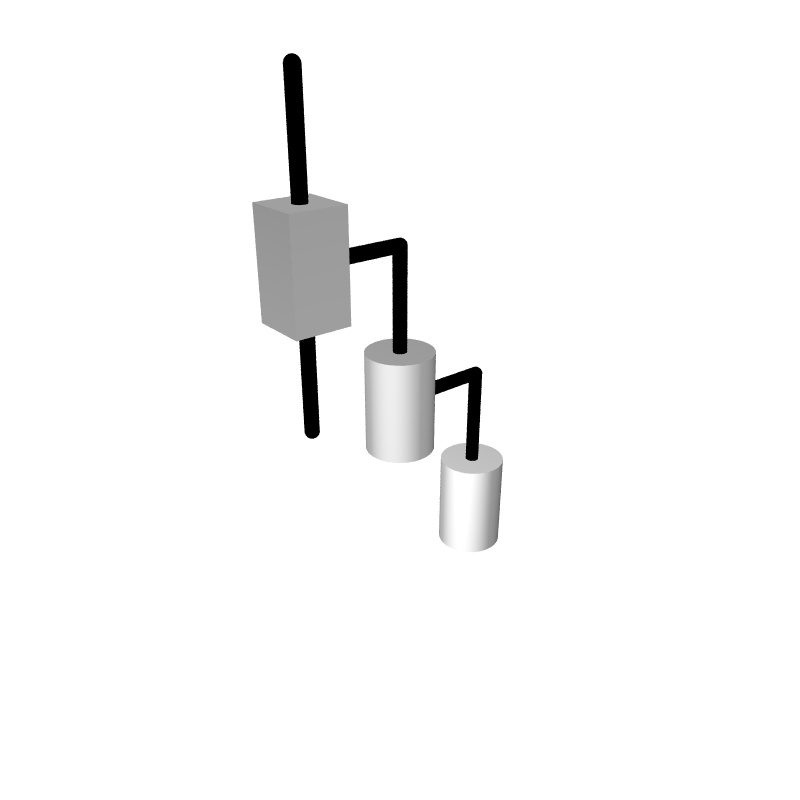
水平多関節ロボットの構造図。根元から回転・回転・直進という関節配置で、実際は先端にもう1つ回転軸を持つ。

水平多関節ロボット（すいへいたかんせつロボット、SCARA）とは、産業用ロボットの一種で、水平方向にアームが動作するロボットである。スカラ(SCARA)とはSelective Compliance Assembly Robot Armの略であり、SCARA型ロボット、スカラロボットと言うことが多い。
このロボットは4自由度構成で、平面3自由度の位置決めとアーム先端の上下運動による押し込み動作が可能である。水平方向にコンプライアンス（柔らかさ）を持ちながら最後のスライド軸は傾きにくいようになっているため、部品を押し込む動作を実現しやすい。
1980年代の組み立て作業へのロボットの普及に大きく貢献し、コンソーシアムによる開発は産学連携の成功例として知られている。2006年にはカーネギーメロン大学のロボット殿堂入りも果たしている。

## ロボットの特徴

### ロボットの概要
1980年前後に山梨大学の牧野洋教授（当時)を中心に開発された。部品の挿入やネジ締めなどといった自動組立作業に適しており、動作が速く、安価に製造できることも強みであった。1978年1月に牧野が考案し、同年4月に発足した産学連携のスカラ研究会というコンソーシアムによって開発・製品化が進められた。ロボット分野における産学連携の大きな成功例と言われている。
組み立て作業における部品同士のはめあいの際に生じる水平方向の誤差を、アームが構造的に持つ水平方向のコンプライアンスによって吸収してしまうことを意図している。一方傾き方向の剛性を高くする必要があるため、初期の試作機や製品は屏風のような構造になっていた。また、上から部品を下に押し込むという組み立ての方針から、当初は先端の上下運動に空気圧シリンダを採用していた。
現在も組み付け作業や電気回路の組立、軽量品のパレタイジングなど様々な場面で使われており、2006年には米カーネギーメロン大学のロボット殿堂入りを果たした。また、2008年には国立科学博物館が指定する「重要科学技術史資料（未来技術遺産）」第00021号として「SCARA試作機」（種別：第二種、所在地：山梨県甲府市、製作年：1980年）が登録されている。

### 平面上における動作

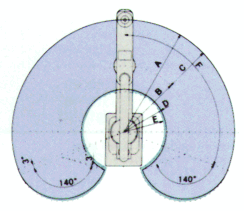
水平面における動作領域の1例
水平面における動作アニメーション
コンフィグレーションが異なる場合
閉ループ構造の5角形SCARAの場合

## 技術情報

### 解説記事
- 牧野洋、村田誠、古屋信幸「SCARAロボットの開発」『精密機械』第48巻第3号、1982年、pp.378-383。
- 牧野洋「SCARAロボットの設計思想」『日本機械学会誌』第86巻第773号、1983年、pp.367-372。

### 学術論文
- 古屋信幸、牧野洋「選択的コンプライアンス構造をもつ組立用ロボットの開発研究(第1報) 系の特性」『精密機械』第46巻第12号、1980年、pp.1525-1531。
- 古屋信幸、相馬勝男、陳栄進、牧野洋「選択的コンプライアンス構造をもつ組立用ロボットの開発研究(第2報) SCARA制御装置のハードウェアとソフトウェア」『精密機械』第49巻第7号、1983年、pp.835-841。
- 古屋信幸、牧野洋「SCARAロボット諸元のティーチングによる校正」『精密機械』第49巻第9号、1983年、pp.1223-1228。
- 古屋信幸「SCARA型ロボットの運動制御の高精度化に関する研究－ロボット駆動実験と解析－」『精密工学会誌』第53巻第4号、1987年、pp.613-618。
- 古屋信幸、岩月正幸「SCARA型ロボットの運動制御の高精度化に関する研究－動力学的補償による精度改善－」『精密工学会誌』第54巻第5号、1988年、pp.972-982。

### 特許文献
- Hiroshi Makino (1982年7月27日). “ASSEMBLY ROBOT” (PDF).   United States Patent. 2015年1月11日閲覧。 - 閉ループ機構を持つSCARA